# Louis Verstraeten
Louis Verstraeten (Lierre, 9 janvier 1911) est un footballeur belge devenu entraîneur. Il dirige les joueurs de La Gantoise de 1960 à 1964.

## Biographie

### Carrière de joueur
- 1923-1936 : Lierse SK 0/0
- 1936-1939 : Royal Olympic Club de Charleroi 3/1
- 1939-1944 : SCUP Jette ??/??

### Carrière d'entraîneur
Louis Verstraeten entraîne le club de La Gantoise pendant cinq saisons, de 1960 à 1965.